# ديفيد راندال
ديفيد راندال (بالإنجليزية: David Randall)‏ (ولد عام 1951 في إبسويتش) هو صحفي بريطاني ومؤلف  كتاب الصحفي العالمي.

## نشأته وعمله
ولد في نورويتش، ودرس التاريخ في كلية كلير في جامعة كامبريدج. في فترة دراسته، عمل في صحيفة فارسيتي. بثم أصبح متدربًا ومراسلًا في عام 1974 وأصبح محرر في عام 1980.[بحاجة لمصدر]
في عام 1981 انضم إلى ذا أوبزرفر، وأصبح نائب رئيس القسم الرياضي، ثم تمت ترقيته إلى منصب مساعد رئيس التحرير. منذ عام 1998 أصبح رئيس التحرير الإخباري فيجريدة ذا إندبندنت الصادرة يوم الأحد من كل إسبوع.

## الكتب
ألف كتاب الصحفي العالمي، وانتشر الكتاب وتُرجم لعدة لغات، الذي يناقش فيه أخلاقيات مهنة الصحافة، ومدى واقعيتها.
وهو أيضا مؤلف كتاب "كبار الصحفيين: لمحات من حياة ثلاثة عشر صحفي"، حيث جمع في هذا الكتاب ما يراهم أفضل الصحفيين في العالم.